# Emlékhelyek napja
A Nemzeti Örökség Intézete országos programsorozata minden év májusának második hétvégéjén a magyar történelemben és kultúrában kiemelt fontosságú helyszínekre kívánja felhívni a figyelmet. Az emlékhelyek kedvezményes vagy díjtalan belépőt biztosítanak az érdeklődőknek. A részletes programok minden alkalommal az emlekhelyeknapja.hu oldalon találhatók.

## Nemzeti és történelmi emlékhelyek
A kulturális örökség védelméről szóló 2001. évi LXIV. törvény alapján 17 nemzeti emlékhelyet és 49 történelmi emlékhelyet tartunk számon országszerte.

## Emléknapok

### Az első emlékhelyek napja
Az első emlékhelyek napján, 2016. május 14-én a nyitó rendezvénynek a budapesti Kossuth tér adott otthont, míg a rendezvényhez közel 50 helyszín csatlakozott. A május 1-től a Nemzeti Örökség Intézetének üzemeltetésébe és vagyonkezelésébe került Fiumei úti sírkertben - az egész napos, gyerekeknek szóló sírfelirat- és szoborkereső játék mellett - tematikus sétákat szervezett az intézet. Az esemény során részletesen bemutatták Kossuth Lajos, Batthyány Lajos, Deák Ferenc mauzóleumát is.
Az országos rendezvény több állomása, így Drégely és Veszprém is háromnapos programsorozattal készült. Az eseményt egy fotópályázat vezette fel, amelyre több mint 400 pályamunka érkezett be.

### A második emlékhelyek napja
A Nemzeti Örökség Intézete második alkalommal, 2017. május 13-án rendezte meg a történelmi és a nemzeti emlékhelyeket népszerűsítő, egész napos emlékhelyek napját. Az érdeklődésre jellemző volt, hogy az ünnepi megnyitónak is helyet biztosító, este mécsesekkel megvilágított Fiumei úti sírkertbe meghirdetett tematikus sétákra péntekig több mint ezer regisztráció érkezett.  A művészeti, történelmi, teológiai tematikákra felfűzött idegenvezetések - a szeszélyes időjárás ellenére is - nagy sikert arattak.
Az emlékhelyek napjára időzítve megnyitotta kapuit a sírkert bejáratánál található Információs pont is, ahol a látogatók magyar (a későbbiek folyamán elsőként angol) nyelvű kiadványokból (térképek, magazin) tájékozódhatnak a Fiumei úti sírkertről, valamint a szomszédos Salgótarjáni utcai zsidó temetőről. Az Infópont a temető nyitvatartási idejében folyamatosan üzemel.
A napot két egyedülálló műsor, a Magyar Nemzeti Táncegyüttes és a Nemzeti Filharmonikusok-EPER közös produkciója keretezte. A Kossuth-mauzóleumra, Magyarország legnagyobb sírépítményére vetített fényjátékot klasszikus zenei betétekre, többek mellett Beethoven-, Verdi-, Bartók-, Rossini- és Mascagni-művekre állították össze. A nap folyamán országszerte 50 helyszínen, több száz programmal várták a látogatókat. Idén először vett részt a Budapesti Műszaki és Gazdaságtudományi Egyetem, a budapesti Trefort-kert, Széphalom és a tatabányai Turul emlékmű is. Ez utóbbi helyszínen történelmi emlékhelyet jelölő sztélét avattak.

### A harmadik emlékhelyek napja
2018. május 12-én immár harmadik alkalommal rendezik meg az emlékhelyek napját.